# Afronersia scylax
Afronersia scylax är en insektsart som beskrevs av Ronald Gordon Fennah 1957. Afronersia scylax ingår i släktet Afronersia och familjen Dictyopharidae. Inga underarter finns listade i Catalogue of Life.